# 이나바 마사미치 (1640년)
이나바 마사미치(일본어: 稲葉正往/正通)는 에도 시대 전기부터 중기까지의 다이묘이다. 에도 막부에선 소샤반 겸 사사봉행, 교토 쇼시다이, 루스이, 노중 등을 맡았다. 사가미 오다와라번 제3대 번주, 에치고 다카다번주, 시모사 사쿠라번 초대 번주를 지냈다. 이나바 종가 마사나리 계 (正成系稲葉家宗家) 제4대 당주.
아버지는 오다와라 번 선대 번주 이나바 마사노리이며 어머니는 조후번주 모리 히데모토의 딸이다.

## 같이 보기
- 다테 소동

| 전임 도다 다다마사 | 제8대 교토 쇼시다이 1681년 ~ 1685년 | 후임 쓰치야 마사나오 |

| 전임 이나바 마사노리 | 제3대 오다와라번 번주 (이나바가) 1683년 ~ 1685년 | 후임 오쿠보 다다토모 |

| 전임 막부령(마쓰다이라 미쓰나가) | 다카다번 번주 (이나바가) 1685년 ~ 1701년 | 후임 도다 다다자네 |

| 전임 도다 다다자네 | 제1대 사쿠라번 번주 (이나바가) 1701년 ~ 1707년 | 후임 이나바 마사토모 |